# Allee Willis
Alta Sherral Willis, detta Allee (Detroit, 10 novembre 1947 – Los Angeles, 24 dicembre 2019), è stata una cantautrice e compositrice statunitense.
Fu nominata all'Emmy Award per I'll Be There for You (canzone portata al successo dal gruppo The Rembrandts e utilizzata come sigla di Friends), e vinse due Grammy Awards per le musiche dei film  Beverly Hills Cop e Il colore viola , l'ultimo dei quali fu anche nominato per un Tony Award. Fu coautrice delle canzoni September e Boogie Wonderland degli Earth, Wind & Fire. Nel 2018 era ancora l'unica donna a figurare nella Songwriters Hall of Fame.
Allee Willis è morta nella sua casa di Los Angeles la vigilia di Natale del 2019 per un arresto cardiaco.